# فولكس فاجن أب
فولكس فاجن أب  هي سيارة من تصنيع فولكس فاجن، وبدأ إنتاجها منذ سنة 2011.

## معرض صور

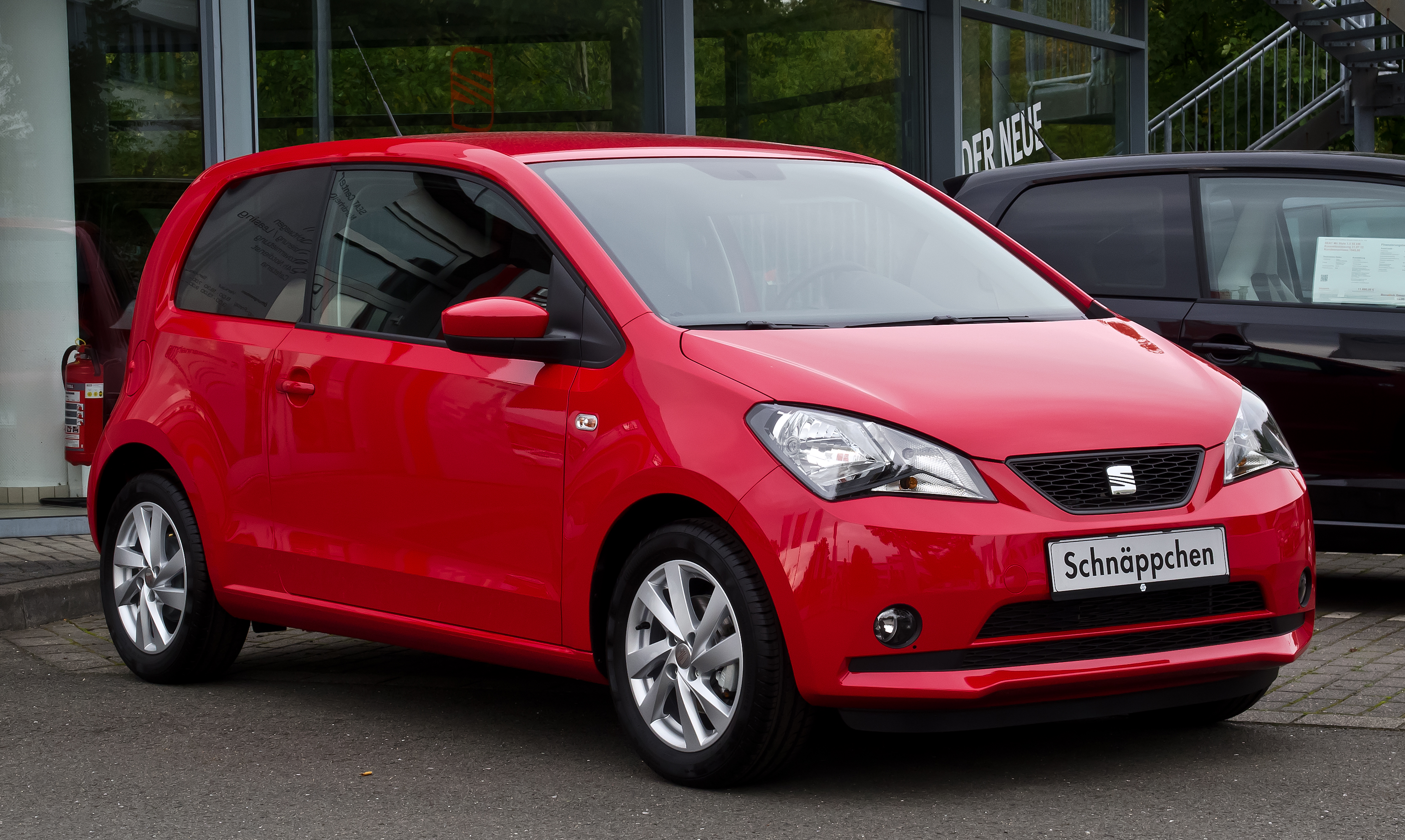
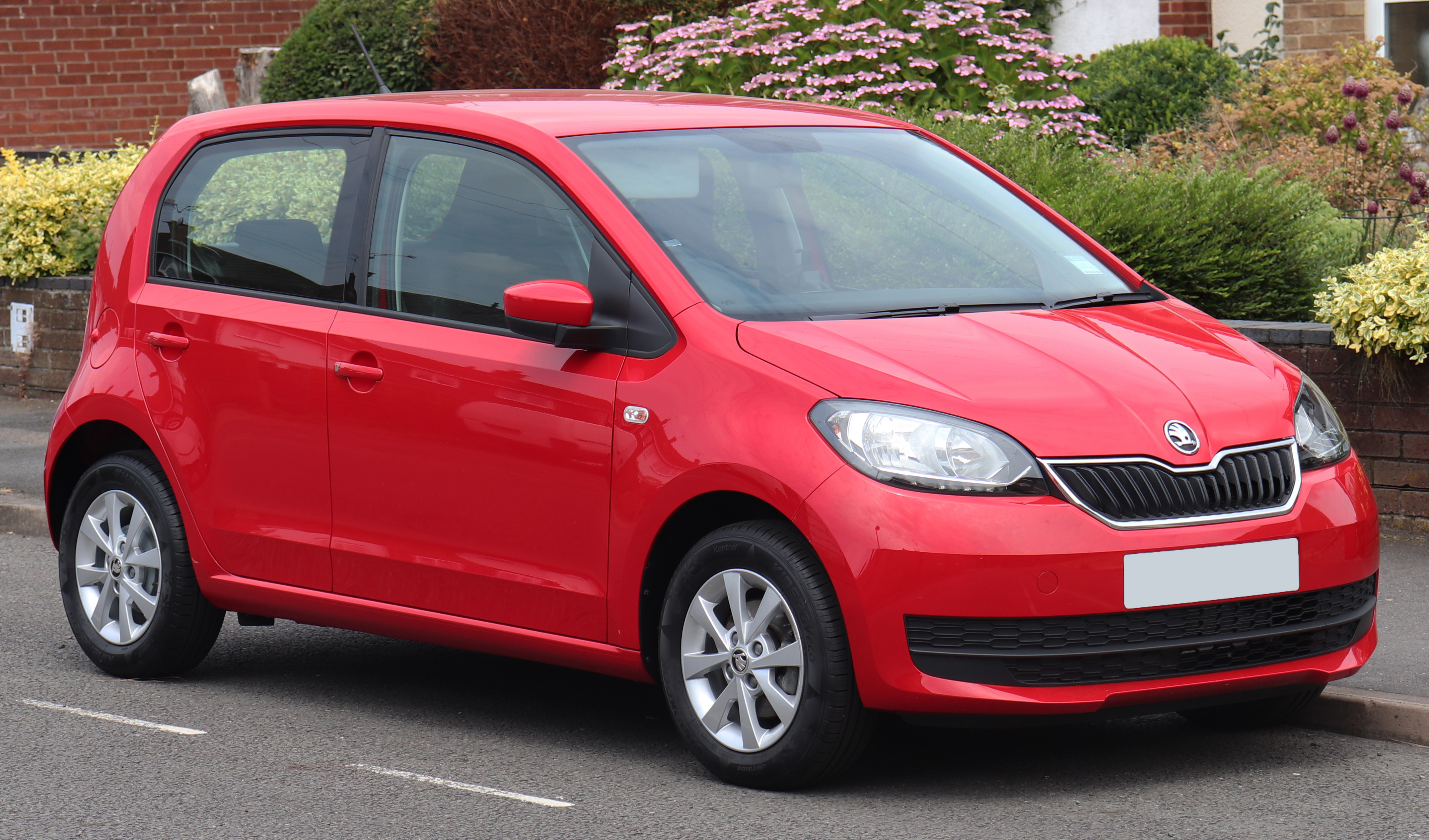
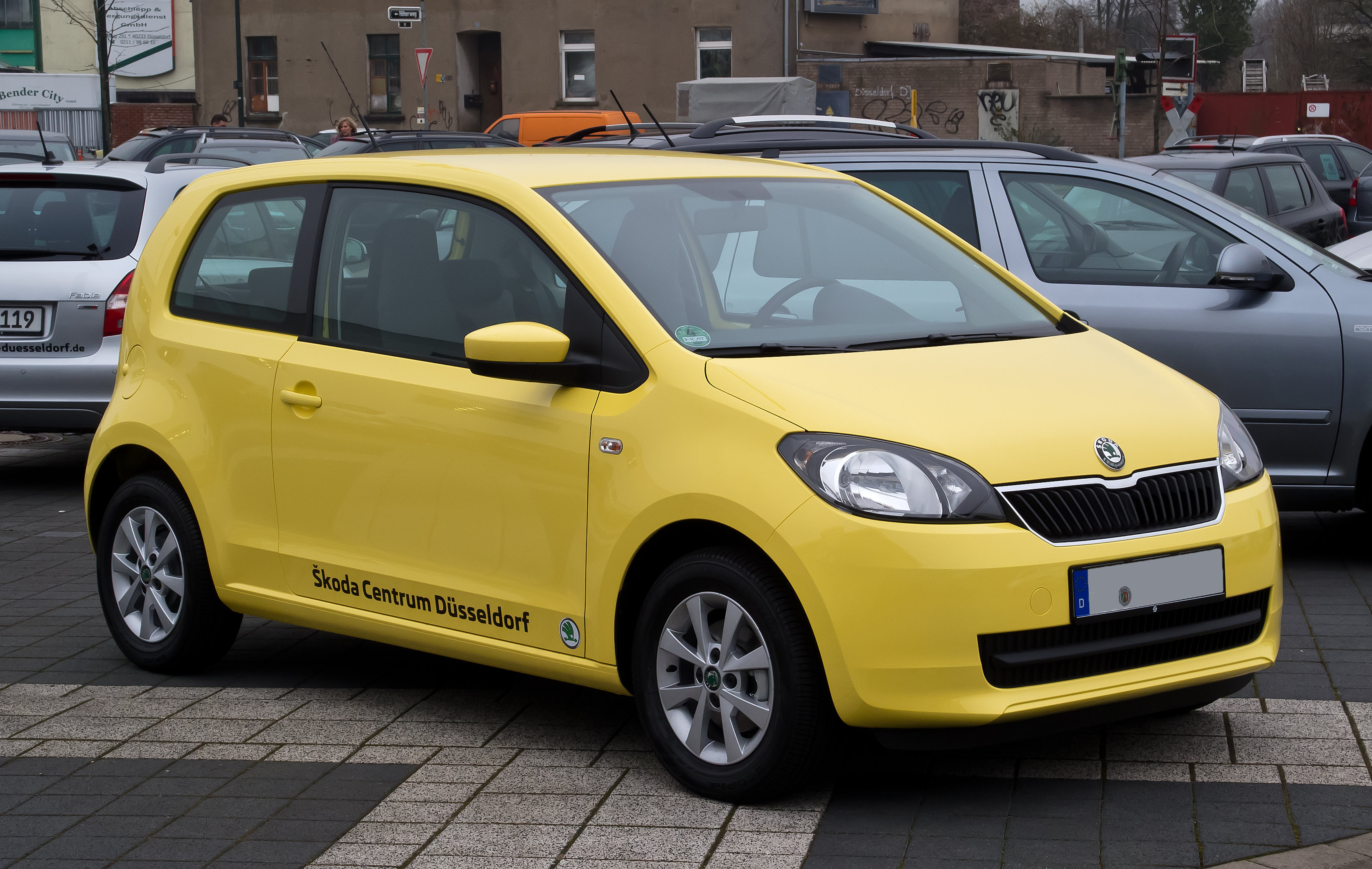